# Девяткин, Иван Иванович
Иван Иванович Девяткин(1923—1989) — советский учёный в области СВЧ-электроники, лауреат Ленинской премии, лауреат Государственной премии СССР.

## Биография
Родился 13 ноября 1923 года в городе Озёры.
Участвовал в Великой Отечественной войне.
В 1951 году окончил МЭИ.
В 1960—1972 гг. — главный инженер НПО «Исток» г. Фрязино.
В 1972—1987 гг. — директор НИИ «Титан» (п/я В-2058) МЭП СССР, который в 1975 году был реорганизован в НПО «Торий».
Доктор технических наук, профессор, лауреат Ленинской премии, лауреат Государственной премии СССР.
Соавтор книг: 
- Сверхвысокочастотные нагревательные установки для интенсификации технологических процессов / Ю. С Архангельский, И. И. Девяткин. — Саратов: Изд-во Сарат. ун-та, 1983. — 140 с.
- Некоторые применения газовых лазеров [Текст] / В. П. Беляев, И. И. Девяткин, В. Ф. Мартынов, А. С. Федоров. — Москва : Знание, 1970. — 48 с. : ил.